# Sébastien Kraemer
Sébastien Kraemer est un facteur d’orgues né à Mutzig le 17 septembre 1751 et mort le 28 octobre 1830 à Strasbourg. Arrivé dans le métier en 1777 à  un âge assez tardif, il parvient néanmoins à se lancer grâce à ses relations familiales, qui lui permettent notamment de décrocher une série de contrats avec les Franciscains. L’apogée de sa carrière est la réalisation de l’orgue de l’église Notre-Dame-de-la-Nativité de Saverne en 1784, dont le buffet est la seule œuvre de sa main conservée avec certitude.
Son étoile pâlit cependant rapidement : après s’être fâché avec les Franciscains pour un motif futile dès 1782 et perdu ainsi son principal commanditaire, la Révolution lui donne le coup de grâce. Après avoir émigré, il revient en Alsace en 1802 mais ne parvient pas à reprendre convenablement son activité, ses travaux se signalant désormais par leur piètre qualité, et il finit sa vie dans la misère.

## Biographie
Sébastien Kraemer naît le 17 septembre 1751 à Mutzig. Son père, qui porte le même prénom, est marchand et bourgeois de cette ville, et sa mère s’appelle Marguerite Latzer. Il se destine initialement au métier de vitrier, mais opte pour la facture d’orgues pendant un séjour à Paris. À son retour en 1777, il établit son atelier à Mutzig, son premier contrat étant la fabrication d’un petit orgue pour l’église d’Innenheim. La même année, alors qu’il effectue des réparations sur l’orgue d’Erstein, il rencontre Marie Rose Kuhn, avec qui il se marie peu de temps après et aura un fils en mars 1781.
Dans les années suivantes, il effectue de nombreux travaux pour le compte des Franciscains, à Ehl, Sélestat, Rouffach, Mutzig et Bischenberg. Il se fâche toutefois avec eux en 1782 après avoir essayé d’obtenir le paiement en avance de l’orgue de Bischenberg et bâclé le travail lorsque cela lui a été refusé. En parallèle, il se voit également commander des instruments complets pour l’église Notre-Dame-de-la-Nativité de Saverne et l’église de Niedernai. En 1784, il déménage son atelier à Strasbourg, dans l’impasse de la Bruche.
La Révolution française marque cependant le début de la fin pour Sébastien Kraemer, qui se voit privé de clients, le marché des orgues restant sinistré jusque dans les années 1820. Cette ruine met également un terme en 1792 à son second mariage contracté en 1789, sa femme demandant le divorce. Par ailleurs, son fils, enrôlé dans les armées de Napoléon est blessé et fait prisonnier par les Anglais en 1809. Il émigre alors en Allemagne vers la fin de l’année 1793, travaille brièvement chez Johann Nepomuk Holzhey en 1795 et se trouve à Lauingen en 1802. 
Revenu à Strasbourg vers la fin de l’année 1803, il remporte quelques contrats, mais ceux-ci donnent souvent lieu à des litiges en raison de la mauvaise qualité des travaux effectués. Ruiné, Sébastien Kraemer meurt le 28 octobre 1830 à Strasbourg,.

## Œuvres

### Œuvres conservées

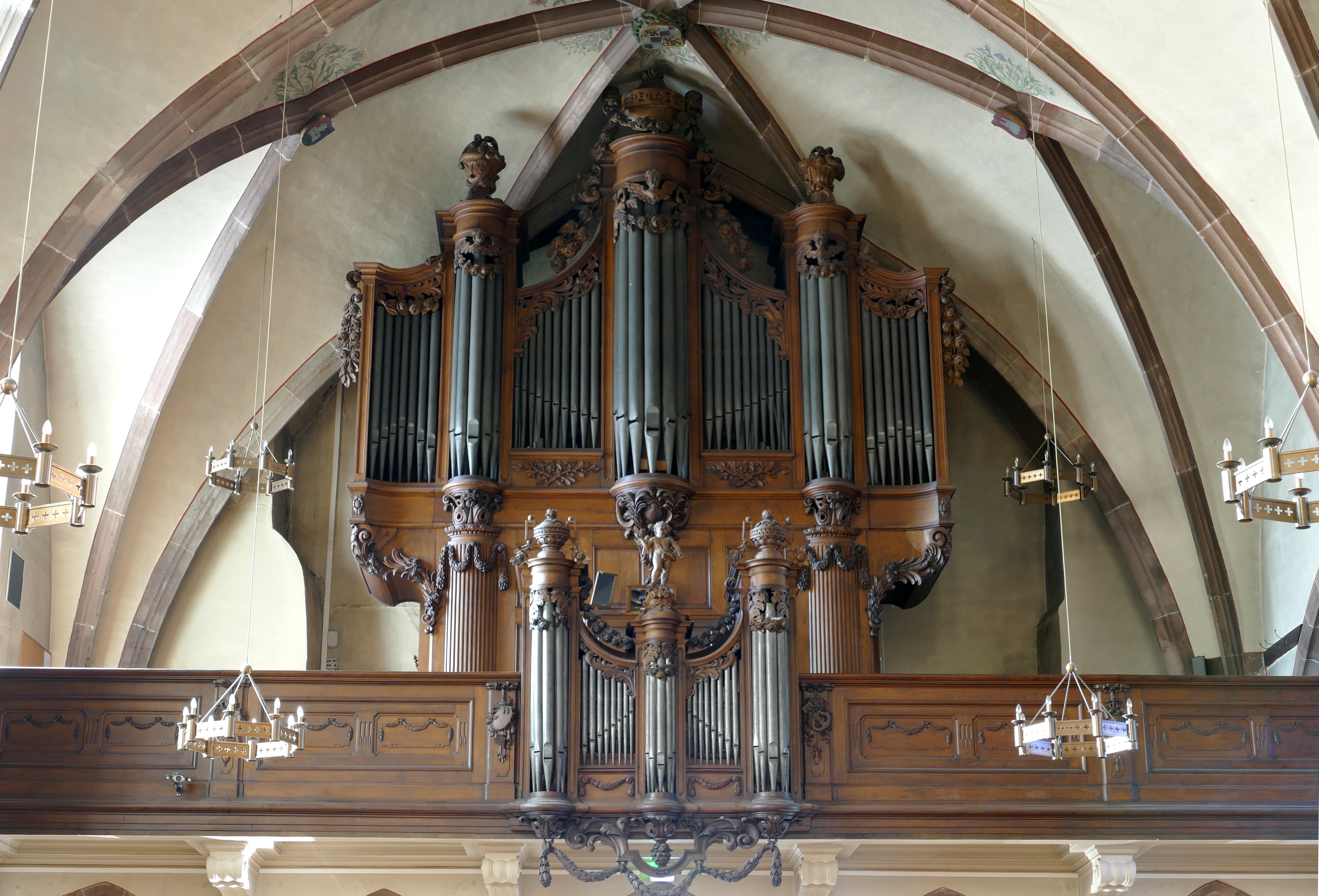
Le buffet de l’orgue de Saverne, seule œuvre conservée avec certitude de Sébastien Kraemer.

L’orgue de l’église Notre-Dame-de-la-Nativité de Saverne, réalisé en 1784, est le grand œuvre de Sébastien Kraemer. C’est également le seul dont la composition d’origine est connue en détail.
Il est également possible, mais incertain, que le buffet de l’orgue de Wolxheim soit de Kraemer.

### Œuvres disparues
La première commande connue de Sébastien Kraemer, l’orgue d’Innenheim a été réalisé en 1777. L’instrument, dont la composition et l’aspect ne sont pas connus en dehors du fait qu’il était petit, a été détruit en 1839. De même, l’orgue réalisé en 1779 pour Heiligenstein est entièrement inconnu, l’instrument ayant été remplacé dès 1811. Il ne reste rien non plus des orgues réalisés pour les Franciscains : celui d’Ehl, terminé en mars 1779, a disparu pendant la Révolution et le destin de celui de Bischenberg n’est pas connu, mais n’ayant semble-t-il pas apporté satisfaction il est possible qu’il ait été rapidement revendu.
L’orgue réalisé en 1783 pour l’église de Niedernai a été détruit en 1870 en même temps que l’église, mais cet instrument semble avoir fait forte impression, puisque la commune de Krautergersheim lui demande vers 1818 d’en faire une copie pour son église. Celui-ci semble n’avoir pas avoir apporté satisfaction à la commune, qui refuse de payer Kraemer au motif qu’il a employé du sapin plutôt que du chêne pour le buffet. Elle le conserve toutefois jusqu’en 1861n date à laquelle il est entièrement remplacé. 

### Travaux de réparation
Outre les créations originales, Sébastien Kraemer est intervenu de manière plus limité sur un grand nombre d’instruments. L’ampleur de son intervention de 1777 sur l’orgue de Kauffenheim est difficile à déterminer ; il est possible que Kraemer ait refait certaines parties, mais le sommier semble être encore l’original de Valtrin. Ses travaux sur l’orgue d’Erstein en 1777 sont en revanche bien connus, les documents s’accordant pour dire qu’il a remplacé la pédale et les soufflets. Kraemer a effectué plusieurs travaux pour les Franciscains, notamment l’accordement et le déplacement de la pédale de l’orgue Silbermann de Sélestat et une augmentation de celui de Rouffach. Lorsqu’il construit le nouvel orgue de Saverne en 1784, Kraemer récupère en échange l’ancien orgue réalisé par Valtrin, qu’il revend ensuite au temple de Ribeauvillé ; on ne sait en revanche pas s’il y a effectué des modifications.
Après la Révolution les commandes se font rare, Kraemer est néanmoins sollicité pour réparer l’orgue de Mutzig en 1791. Il s’écoule ensuite plus de dix ans avant que les documents n’évoquent un nouveau contrat, lorsqu’il est chargé de réparer et d’augmenter le petit orgue de l’église Saint-Pierre-le-Vieux catholique à Strasbourg en 1804. Il est ensuite sollicité pour réparer les orgues d’Uttenheim et de Hoerdt en 1805, mais ses tarifs peu élevés attirent l’attention de la préfecture, qui demande aux maires de le mettre en concurrence avec d’autres facteurs d’orgues et il n’est pas certain qu’il ait obtenu ces chantiers. Peut-être en lien avec ces prix bas, le travail réalisé à Strasbourg ne semble par ailleurs pas avoir été de la meilleure qualité. Il est également possible qu’il ait augmenté l’orgue de Guémar la même année, mais aucune trace de cette modification n’a pu être décelée sur l’instrument, qui a été lourdement modifié à la fin du XIXe siècle. Ses derniers travaux, à Matzenheim vers 1820 et à Nordhouse en 1824, se terminent en litiges, ses clients refusant de payer des travaux imparfaits.